# 監査基準
監査基準（かんさきじゅん）は、日本において財務諸表監査を行う際に、公認会計士たる会計監査人が遵守することを求められている基準である。

## 位置付け
財務諸表監査が制度として社会から信頼されるためには、すべての監査が一定のルールに従って行われることが必要となる。この監査のルールを「監査規範」あるいは「一般に公正妥当と認められる監査の基準」(英語: Generally Acceptable Auditing Standards) と呼び、日本においては、監査基準がその中心として位置付けられる。監査基準は、監査実務の内容を基として形成された規範であり、監査人は監査の際にこれを必ず遵守しなければならない。
監査基準には、その内容の一部を詳細化し、一体となって「一般に公正妥当と認められる監査の基準」を構成する品質管理基準および不正リスク対応基準が独立して存在している。また、監査基準に対応するより具体的な内容は、監査証明府令・同ガイドラインや日本公認会計士協会公表の実務指針に規定されている。

## 沿革
日本の監査基準がはじめて設定されたのは、1950年7月のことである。これは証券取引法（現在の金融商品取引法）によって、公認会計士監査が義務化されたことに対応したものであった。同時に「監査実施準則」も設定されている。1951年から始まった「制度監査」はこの監査基準・監査実施準則を規範として行われた。さらに、1957年から「正規の財務諸表監査」が予定されたことを踏まえ、その前年の1956年には「監査基準」・「監査実施準則」の大改訂と「監査報告準則」の新設が行われた。また、上場会社が半期報告書の開示を義務付けられたのに伴い、1977年には「中間財務諸表監査基準」が導入された。
その後、会計事象の複雑化、国際的な監査の動向への対応、情報処理技術の発達といった事情の変化を受け、1991年には監査基準は全面改訂された。実施する監査手続の選択についてより多くを監査人の判断に委ねられるようになるとともに、監査報告書における経営者確認書の入手などが義務化された。同年には監査実施準則がかなり簡略化され、詳細な実務指針は、日本公認会計士協会の発表する監査基準委員会報告書に譲ることとなった。
2002年には、リスク・アプローチの徹底や、継続企業の前提についての検討などの規定が導入され、内容が大幅に変更された。同年には監査実施準則と監査報告準則のいずれもすべて削除されることとなった。2005年の改訂では、事業上のリスク等を重視したリスク・アプローチが導入された。 2014年には、適正性に関する意見の表明だけでなく、準拠性に関する意見の表明が可能となった。これは、一般目的の財務諸表の監査だけでなく、特別目的の財務諸表に対する監査に対応するための規定である。